# Bauernbrot
Als Bauernbrot werden Mischbrote aus Roggenmehl und Weizenmehl bezeichnet, deren Teig unter Zugabe von Sauerteig sowie Salz, Hefe und Wasser hergestellt wird. Bauernbrote sind in der Regel runde Brotlaibe, die im Ofen frei gebacken werden. Charakteristisch ist eine bemehlte, rissige Kruste und damit ein rustikales Aussehen sowie ein kräftiges Aroma. In Ausnahmefällen können Bauernbrote auch länglich geformt oder Kastenbrote sein.

## Deutschland
Bauernbrot gehört in Deutschland zu den traditionellen Brotsorten, die fast überall zu erwerben sind. Charakteristisch ist eine runde Form sowie eine bemehlte, rissige Kruste. Je nach Region gibt es hierbei unterschiedliche Ausprägungen bezüglich der verwendeten Mehltypen und Mischungen. Demnach können Bauernbrote sowohl Roggenmischbrote als auch Weizenmischbrote und in Ausnahmefällen sogar reine Roggenbrote sein. Laut Definition für Bauern-/Landbrot nach den „Leitsätzen für Brot und Kleingebäck“ des Deutschen Lebensmittelbuches muss bei einem üblichen Roggenanteil von über 20 Prozent die zugesetzte Säuremenge zu mindestens zwei Dritteln aus Sauerteig stammen. Im Gegensatz zur Schweiz werden Bauernbrote in Deutschland in der Regel nicht eingeschnitten, vielmehr reißt die Kruste im Ofen wild auf.
Zu den regionalen Ausprägungen gehört, dass Bauernbrote in Sachsen zum Teil auch mit frisch gestampften Kartoffeln oder Kartoffelerzeugnissen im Teig herstellt werden.

## Schweiz
Das Bauernbrot (französisch pain paysan; italienisch pane del nonno), auch Burebrot oder Buurebrot, ist eine Brotsorte in der Schweiz. Es enthält neben Weizen- und Roggenmehl, Wasser, Hefe auch Milch. Vor dem Backen wird die Oberseite des Brotes schachbrettförmig eingeschnitten, was dem Brot sein typisches Aussehen verleiht.
Das Brot wurde 1955 mit dem Ziel entwickelt, zur Reduktion der Schweizer Milchüberproduktion durch den Einsatz von Milch beizutragen. Obwohl es heute nicht mehr wegen seines ursprünglichen Zwecks gebacken wird, hat sich das Ursprungsrezept seitdem nicht mehr verändert.